# Объединённые Арабские Эмираты

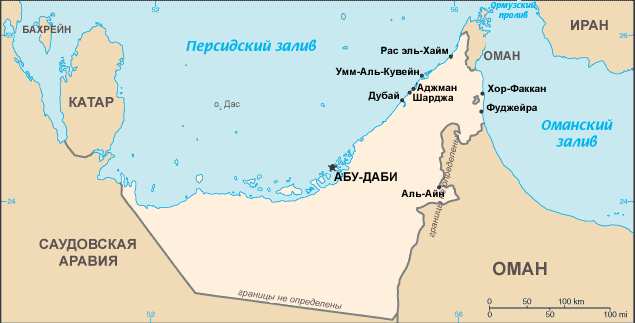
Карта ОАЭ

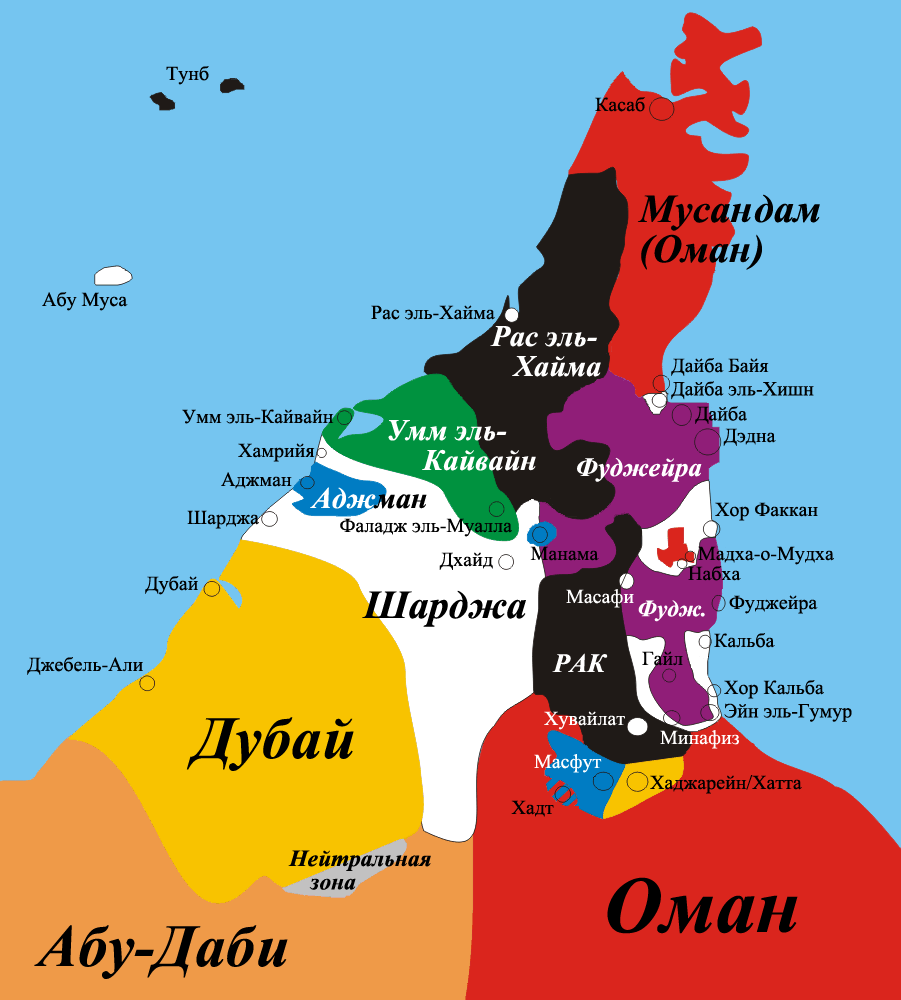
Эксклавы Омана и ОАЭ
Оман
Абу-Даби (ОАЭ)
Дубай (ОАЭ)
Шарджа (ОАЭ)
Аджман (ОАЭ)
Умм-эль-Кайвайн (ОАЭ)
Рас-эль-Хайма (ОАЭ)
Фуджейра (ОАЭ)

Объединённые Ара́бские Эмира́ты (араб. الإِمَارات العربِيَّة المُتَّحِدة‎ [al ʔimaːˈraːt al ʕaraˈbijːa al mutˈtaħida], англ. United Arab Emirates; сокращённо — Ара́бские Эмира́ты или просто Эмира́ты, аббревиатура — ОАЭ) — федеративное государство на Ближнем Востоке, состоящее из семи эмиратов (араб. إِمَارَاتُ‎ [имара́т], ед.ч. إِمَارَة‎ [има́ра]), каждый из которых представляет собой государство — абсолютную монархию: Абу-Даби, Аджман, Дубай, Рас-эль-Хайма, Умм-эль-Кайвайн, Фуджейра и Шарджа.
Государство возглавляется президентом Объединённых Арабских Эмиратов, которым является эмир крупнейшего эмирата Абу-Даби. Столицей Объединённых Арабских Эмиратов также является одноимённая столица этого эмирата.
Такая ключевая роль эмирата Абу-Даби, крупнейшего и наиболее богатого из эмиратов, во многом связана с тем, что административное устройство ОАЭ опирается на право каждого эмирата распоряжаться запасами углеводородов на своей территории. Таким образом, фактически, в соответствии с запасами нефти распределяется влияние тех или иных эмиратов в определении общей политики страны. Например, эмир Дубая является главой правительства ОАЭ.
Государство ОАЭ расположено в юго-западной части Азии, восточной части Аравийского полуострова. Граничит с Саудовской Аравией на западе и юге, с Оманом — на юго-востоке и на северо-востоке (оманский полуанклав губернаторство Мусандам и его полный анклав, вилайет Мусандама Мадха). Омывается водами Персидского и Оманского заливов.
Население ОАЭ на 2020 год — 10 207 863 человека, подавляющее большинство из которых (до 70 %) — рабочие из Южной и Юго-Восточной Азии. Коренное население в основном представлено мусульманами-суннитами.
В стране имеются крупные запасы нефти, экспорт которой составлял значительную часть ВВП (56,4 % в 1980, 41,1 % в 1995) и благодаря диверсификации экономики доля нефтегазовой отрасли в ВВП к 2009—2013 годам оставалась ниже 40 % (недоступная ссылка).

## История
В VII веке небольшие шейхства, располагавшиеся вдоль южного побережья Персидского залива и северо-западного побережья Оманского залива, вошли в состав Арабского халифата, распространившего среди местных жителей ислам. В этот период возникли города Дубай, Шарджа, Фуджейра. По мере ослабления Халифата шейхства получали всё большую автономию. В X—XI веках восточная часть Аравийского полуострова входила в состав государства карматов, а после его распада попала под влияние Омана.
В конце XV века в регионе возникло европейское влияние. Португалия сумела первой из западных держав закрепиться на полуострове, установив контроль над Бахрейном и Джульфаром, а также над Ормузским проливом.
С XVIII века население прибрежных арабских княжеств, занимавшееся главным образом торговлей, втянулось в борьбу с Великобританией, корабли которой монополизировали грузоперевозки между портами Персидского залива и лишили жителей главного источника существования. Это привело к непрекращающимся конфликтам между «Ост-Индской компанией» и местным арабским населением, которое англичане называли пиратами, а район княжеств — «Пиратским берегом».

### Британский протекторат
Ост-Индская компания постоянно направляла в Персидский залив военные экспедиции и в 1820 году вынудила эмиров и шейхов семи арабских княжеств подписать «Генеральный договор», положивший начало английскому господству на этой территории и окончательному расчленению Омана на три части — имамат Оман, султанат Маскат и «Пиратский берег». С 1853 года эти княжества обобщённо назывались «Оман договорный».
На территории княжеств были созданы английские военные базы. Политическую власть осуществлял английский политический агент. Тем не менее, установление английского протектората не привело к разрушению традиционной для региона патриархальной системы. Местные жители продолжали держаться древних традиций. Они не могли оказать серьёзного сопротивления колонизаторам, в силу своей малочисленности и постоянных междоусобиц между различными племенами.
Доминирующим племенем на этих территориях являлось и является племя Бани-яз, которое изначально населяло плодородные оазисы Лива и Эль-Айн. В 1833 году одно из колен Бани-яз — род Мактумов — мигрировало из оазисов и обосновалось в Дубае, провозгласив независимость города. Так была основана династия Мактум, которая правит эмиратом Дубай по сей день.
В начале 1920-х годов в Договорном Омане развернулась борьба за независимость, достигшая особого размаха в Шардже и Рас-эль-Хайме. В это же время произошло переломное событие в истории Эмиратов и всего Ближнего востока — в Персидском заливе были открыты богатейшие запасы нефти.
В 1922 году англичане установили контроль за правом шейхов предоставлять концессии на разведку и добычу нефти, однако в Договорном Омане нефтедобыча не велась, и основной доход княжествам приносила торговля жемчугом. С началом добычи нефти в 1950-х в регион начался приток иностранных инвестиций, доходы от торговли нефтью позволили существенно поднять уровень жизни местного населения. Но княжества оставались под британским протекторатом, против которого в 1964 году выступила Лига арабских государств, декларировавшая право арабских народов на полную независимость. В 1968 году, после обнародования решения правительства Великобритании о намерении вывести до конца 1971 года британские войска из районов, расположенных восточнее Суэцкого канала, в том числе из государств Персидского залива, княжества подписали соглашение об образовании Федерации арабских княжеств Персидского залива. В эту федерацию должны были войти Бахрейн и Катар, но позднее они образовали самостоятельные государства.

### Независимое государство
2 декабря 1971 года шесть из семи эмиратов Договорного Омана объявили о создании федерации под названием Объединённые Арабские Эмираты. Седьмой эмират, Рас-эль-Хайма, присоединился к ней несколько позже, 10 февраля 1972 года.
Предоставление независимости совпало с резким скачком цен на нефть и нефтепродукты, вызванным жёсткой энергетической политикой Саудовской Аравии, что облегчило новому государству самостоятельные шаги в области экономики и внешней политики. Благодаря доходам от нефти и умелому вложению средств в развитие промышленности, сельского хозяйства, образованию многочисленных свободных экономических зон Эмираты в самые короткие сроки смогли достигнуть относительного экономического благополучия. Значительное развитие получили сферы туризма и финансов.

## География

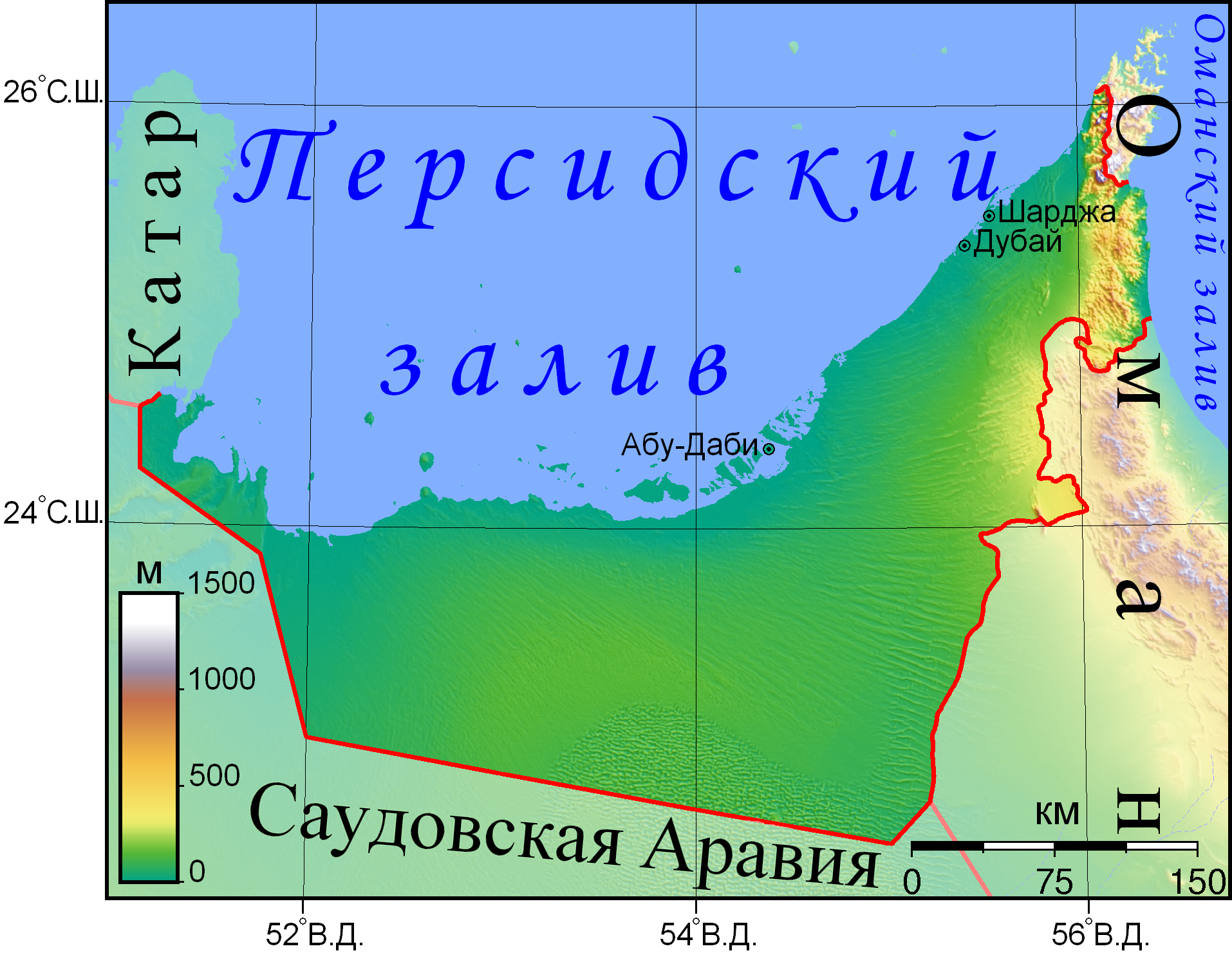
Рельеф ОАЭ

Объединённые Арабские Эмираты занимают территорию в северо-восточной части Аравийского полуострова, омываемую Персидским заливом. На суше Объединённые Арабские Эмираты граничат с Саудовской Аравией на юге и западе, и с Оманом — на востоке. Северное побережье находится напротив Ирана через Персидский залив, в то время как Катар — всего в 50 км к северо-западу. Вместе эти эмираты занимают территорию примерно таких же размеров, как Португалия. На эмират Абу-Даби приходится 85 % площади всех Объединённых Арабских Эмиратов; а наименьший из эмиратов — Аджман — всего 250 км².
Большую часть территории Объединённых Арабских Эмиратов занимает пустыня Руб-эль-Хали — одна из самых больших в мире областей, покрытых песком. В прибрежных областях Объединённых Арабских Эмиратов имеются месторождения соли. Горный рельеф характерен для северных и восточных регионов страны. Представители фауны — аравийский леопард и возвращённый в природу аравийский орикс, чаще можно увидеть одногорбых верблюдов и диких коз. Во время весенних и осенних миграций птиц, пролетающих из Центральной Азии и Восточной Африки, можно наблюдать их большие скопления на севере страны. За пределами гористых областей в эмиратах Фуджейра и Рас-эль-Хайма большая часть растительности — результат программы правительства по озеленению страны: например, рощи финиковых пальм в оазисе Бураими на восточной границе страны, завезённые из муниципальных парков.

### Климат
Климат страны очень жаркий и сухой (тропический пустынный). Часто бывают песчаные бури. Средний максимум в тени в летние месяцы приблизительно 40—45 °С, но часто достигает 50 °С. Температура зимой: днём 20—23 °С, ночью холоднее, но заморозки — явление исключительно редкое. Осадки нерегулярны, преимущественно с ноября по май, годовая норма примерно 100 мм.
Несмотря на неблагоприятный для флоры пустынный климат, в Дубае открыт самый большой в мире парк цветов.

## Население

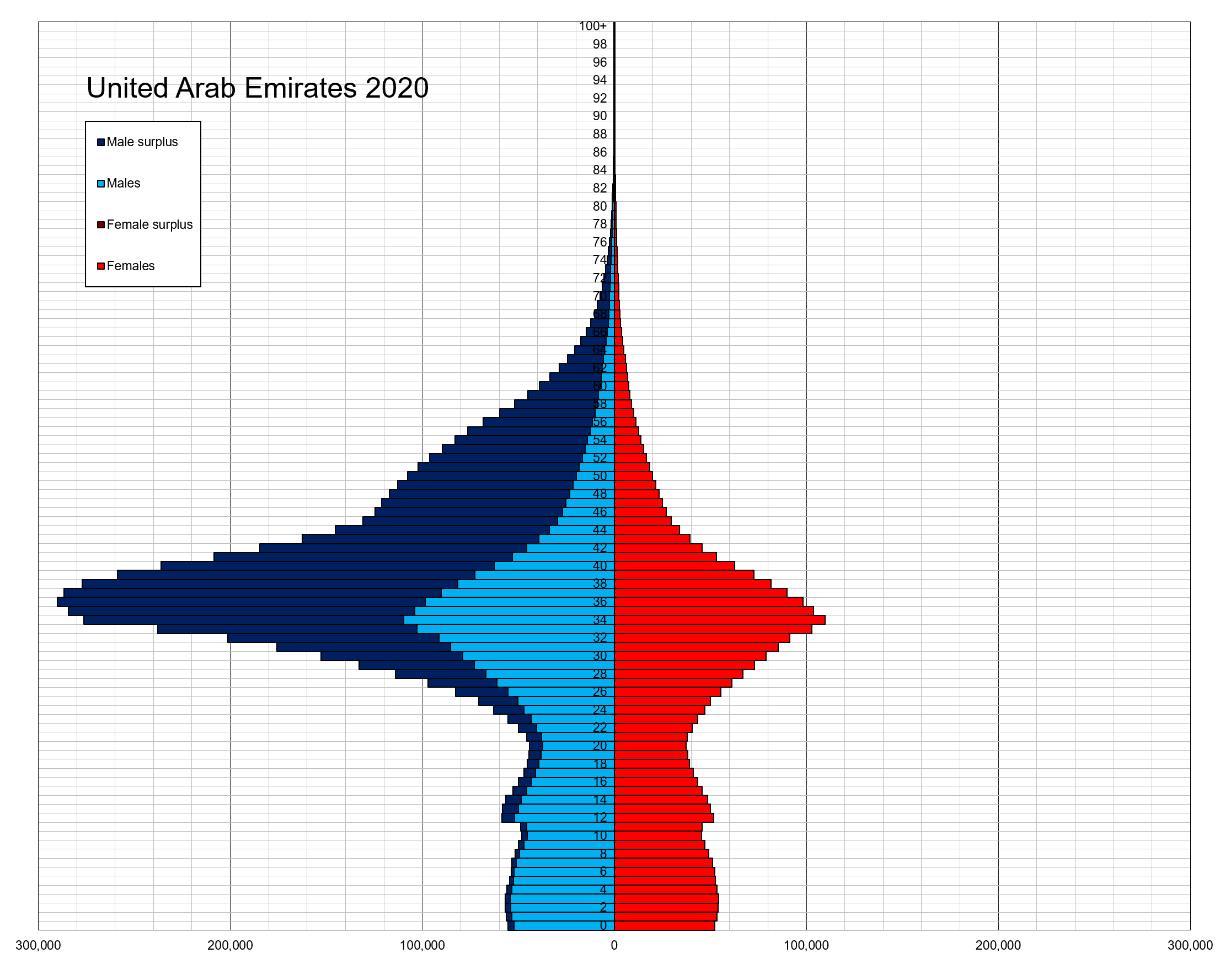
Возрастно-половая пирамида населения Объединённых Арабских Эмиратов на 2020 год

По данным Всемирной книги фактов ЦРУ, численность населения ОАЭ, по состоянию на июль 2021 года, составила 9 856 612 человек. По оценкам ООН, общая численность населения страны на середину 2019 года составляла 9 771 000 человек; иммигранты составляют 87,9 % от общей численности населения страны. По оценке на 2015 год, 11,6 % населения ОАЭ составляют эмиратцы, южные азиаты — 59,4 % (включая 38,2 % индийцев, 9,5 % выходцев из Бангладеш, 9,4 % пакистанцев, 2,3 % — граждане других стран Южной Азии), египтяне — 10,2 %, филиппинцы — 6,1 %, граждане других стран — 12,8 %.
Официальный язык — арабский, широко используются также английский, хинди, малаялам, урду, пушту, тагальский и персидский языки. Городское население — 87,3 % (2021 год).
88 % населения Эмиратов сосредоточено в городах. Крупнейший и наиболее динамично развивающийся город — Дубай с населением более 2,5 миллиона человек. Другие крупные города — Абу-Даби (столица), Шарджа, Эль-Айн и Фуджейра. Суммарный коэффициент рождаемости на 2021 год — 1,65 рождения на женщину. Грамотность — 93,8 %; мужчин — 93,1 %, женщин — 95,8 % (2015 год). Около 14,45 % населения составляет возрастная группа до 15 лет, 83,65 % — от 15 до 65 лет, 1,9 % — старше 65 лет. В 2021 году рождаемость оценивалась в 10,87 на 1000 населения, смертность — 1,51 на 1000, иммиграция — −3,18 на 1000, прирост населения составил 0,62 %. Младенческая смертность — 5,25 на 1000 новорождённых. Ожидаемая продолжительность жизни населения, по состоянию на 2021 год, — 79,37 года (у мужчин — 78,04 года, а у женщин — 80,78 года). Средний возраст населения, по состоянию на 2020 год, — 38,4 года (мужчины — 40,4 года, женщины — 31,5 лет). 85 % проживающих в стране не являются гражданами ОАЭ. Иммигранты-арабы представлены в основном арабами из других арабских стран с низким уровнем жизни (Йемен, Ирак, Египет, Судан). Есть выходцы из стран Восточной и Центральной Африки, преимущественно из Сомали, Эфиопии, Танзании и Эритреи.

Численность населения Эмиратов по данным переписей и последних официальных оценок:
| Эмират          | Перепись жителей 15.12.1980 | Перепись жителей 17.12.1985 | Перепись жителей 17.12.1995 | Резидентская перепись 06.12.2005 | Оценка 01.07.2010 | Оценка 01.07.2015 | Оценка 01.07.2016 |
| ОАЭ             | 1 042 099                   | 1 379 303                   | 2 411 041                   | 4 106 427                        | 8 264 070         | 8 900 000         | 9 121 167         |
| --------------- | --------------------------- | --------------------------- | --------------------------- | -------------------------------- | ----------------- | ----------------- | ----------------- |
| Абу-Даби        | 451 848                     | 566 036                     | 942 463                     | 1 399 484                        | 1 967 659         | 2 784 490         | 2 908 173         |
| Аджман          | 36 100                      | 54 546                      | 121 491                     | 206 997                          | 263 000           | …                 | …                 |
| Эль-Фуджайра    | 32 189                      | 43 753                      | 76 180                      | 125 698                          | 163 751           | 213 712           | 225 360           |
| Шарджа          | 159 317                     | 228 317                     | 402 792                     | 793 573                          | 1 060 000         | 1 405 843         | …                 |
| Дубай           | 276 301                     | 370 788                     | 689 420                     | 1 321 453                        | 1 837 610         | 2 383 017         | 2 566 209         |
| Рас-эль-Хайма   | 73 918                      | 96 578                      | 143 334                     | 210 063                          | …                 | 345 000           | …                 |
| Умм-эль-Кайвайн | 12 426                      | 19 285                      | 35 361                      | 49 159                           | 65 000            | …                 | …                 |

### Религия
Практически все граждане ОАЭ — мусульмане, 85 % из которых — сунниты, и 15 % — шииты. По данным миграционных служб Эмиратов, примерно 55 % иммигрантов — также мусульмане, 25 % — индуисты, 10 % — христиане, 5 % — буддисты. К другим 5 % относятся меньшинства сикхов и бахаи. Согласно исследованию Министерства планирования, всего из 4,1 млн человек, проживающих в ОАЭ с учётом иностранцев, три четверти — мусульмане.
Дубай — единственный эмират, где есть гурдвара и мандир. Церкви есть в каждом эмирате.
В 2011 году был построен первый в истории христианства православный храмовый комплекс на территории Арабских Эмиратов — Святого Апостола Филиппа в Шардже (Русская православная церковь).

### Языки

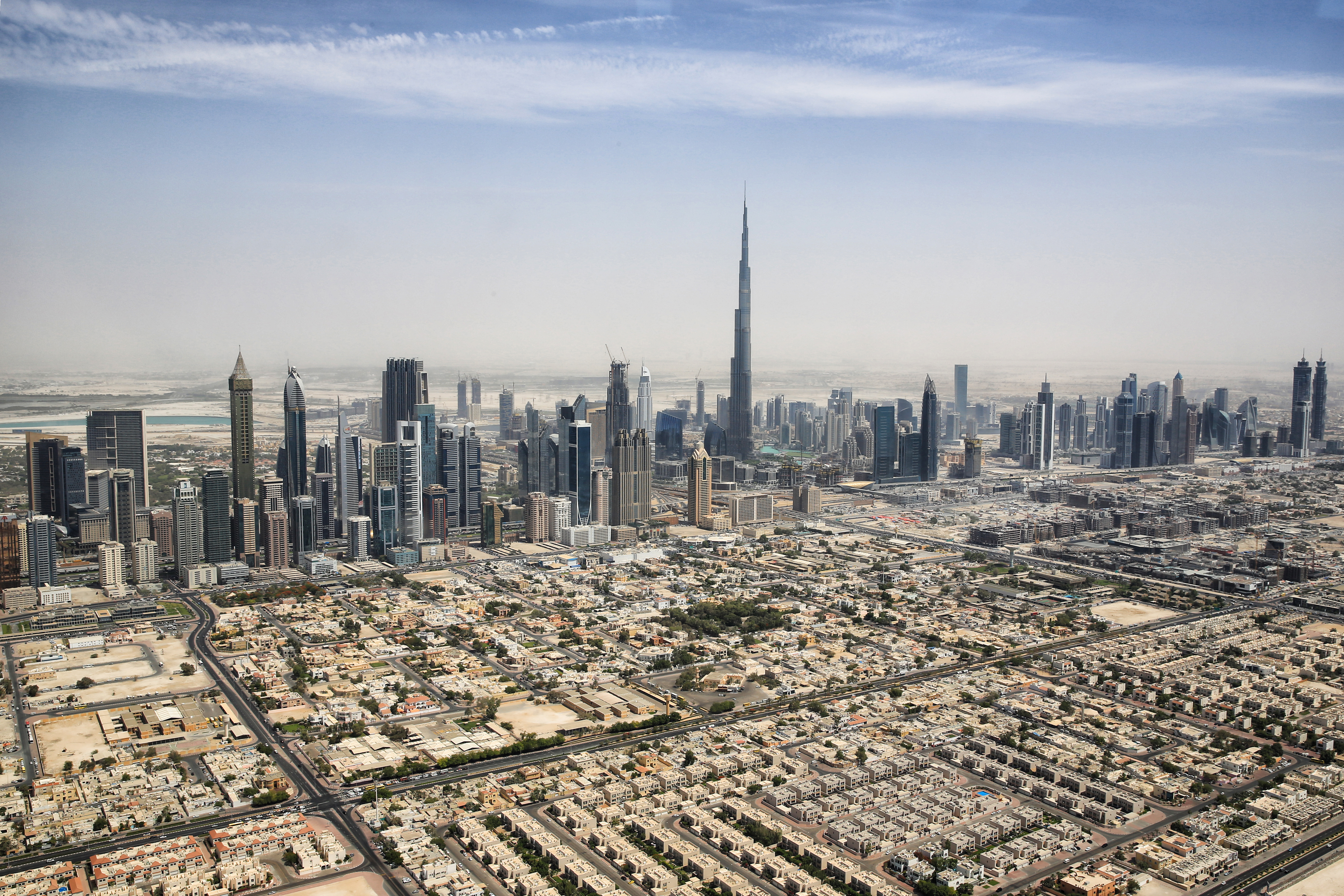
Панорама Дубая

Арабский — официальный язык ОАЭ. В стране также используется английский, хинди, урду, фарси и тагальский.
Из-за большого притока русскоязычных туристов в Дубае появилось огромное количество вывесок и объявлений на русском языке, также в туристических центрах, отелях и магазинах многие говорят на русском языке.

### Миграционная политика
90 % рабочей силы страны составляют иммигранты из Индии, Пакистана и Бангладеш. Политическая стабильность, современная инфраструктура и экономически благоприятная ситуация в стране притягивают как высококвалифицированных мигрантов, так и низкоквалифицированных.
Для поддержания экономического роста и высокого уровня жизни в стране в 1971 году правительство ввело временную программу для приезжих работников, которая называлась «Спонсорская система Кафала» (в дальнейшем — Кафала) и позволяла иностранным гражданам и компаниям нанимать мигрантов для работы.

## Административно-территориальное устройство

Административно-территориальное устройство ОАЭ

| Эмират          | Оригинальное название | Административный центр | Площадь, км² | Население, чел |
| --------------- | --------------------- | ---------------------- | ------------ | -------------- |
| Абу-Даби        | أبو ظبي               | Абу-Даби               | 67 340       | 1 463 491      |
| Аджман          | عجمان                 | Аджман                 | 259          | 260 492        |
| Дубай           | دبي                   | Дубай                  | 3 885        | 2 262 000      |
| Рас-эль-Хайма   | رأس الخيمة            | Рас-эль-Хайма          | 1 683        | 191 753        |
| Умм-эль-Кайвайн | أم القيوين            | Умм-эль-Кайвайн        | 777          | 59 098         |
| Эль-Фуджайра    | الفجيرة               | Эль-Фуджайра           | 1 166        | 118 933        |
| Шарджа          | الشارقة               | Шарджа                 | 2 590        | 656 941        |

## Политическое устройство
Государственное устройство Объединённых Арабских Эмиратов представляет собой уникальное сочетание республиканского и монархического строя. ОАЭ являются федеративным монархическим государством, состоящим из семи эмиратов — абсолютных монархий. Государство возглавляется эмиром Абу-Даби, правительство — эмиром Дубая.

### Высший совет союза
Высший совет союза занимает первенствующее место в иерархии государственного устройства ОАЭ. Совет состоит из глав всех семи эмиратов. Совет определяет общую политику государства, а Совет министров отвечает перед Высшим советом за проведение этой политики. Помимо определения внешней и внутренней политики, Высший совет вправе пересматривать принцип государственного устройства страны. Совет также утверждает кандидатуру на пост председателя Совета министров.
Съезд Совета происходит в начале октября каждого года, при этом Совет должен проводить в течение сессии пленарные заседания каждые два месяца. Также Председатель вправе созывать совет на внеочередное заседание в случае необходимости или по требованию членов совета. Для принятия любого решения необходимо присутствие на съезде минимум пяти членов, среди которых должны быть представители эмиратов Абу-Даби и Дубая. Заседания Совета носят, как правило, закрытый характер.

### Президент

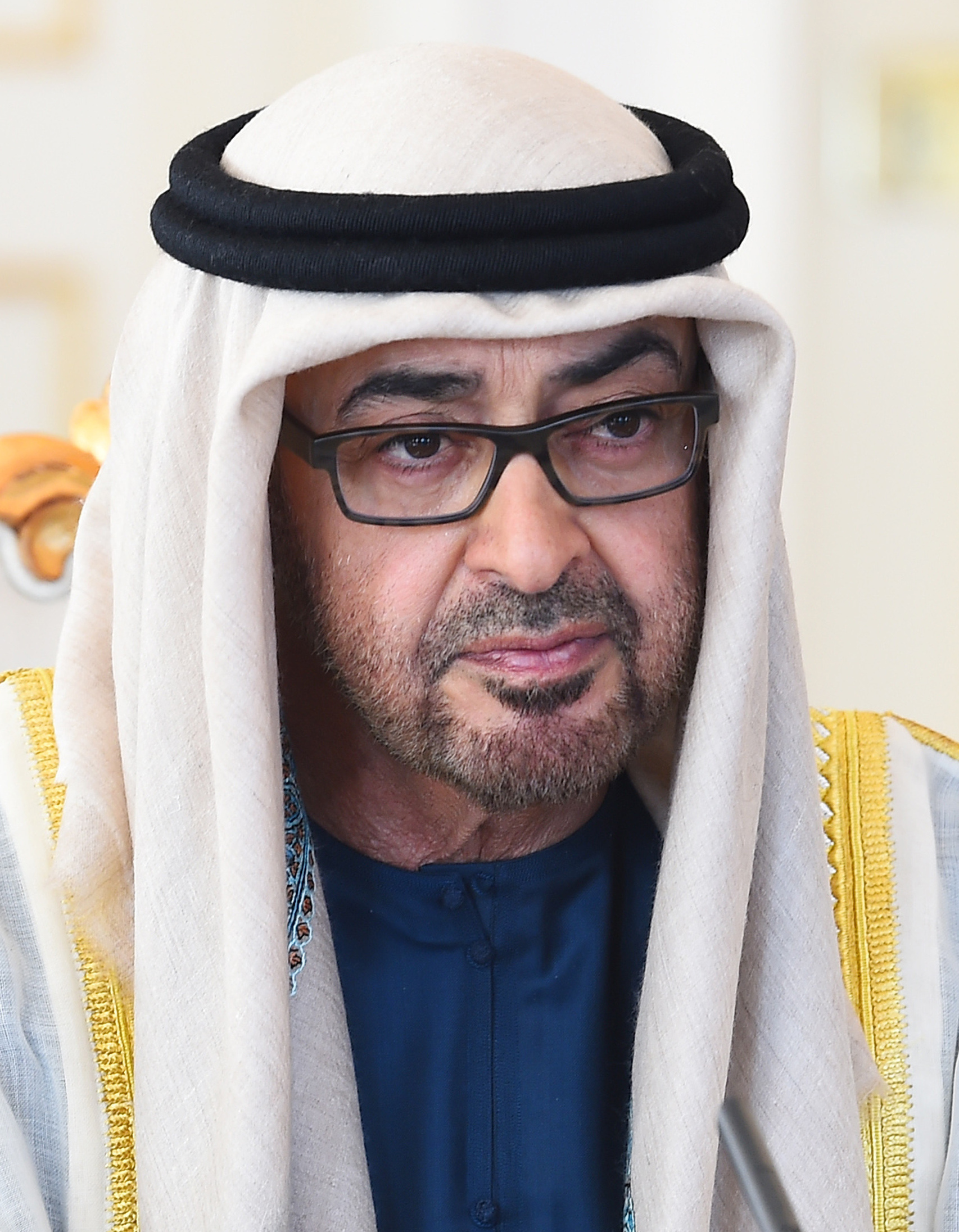
Шейх, президент ОАЭ Мухаммад ибн Заид Аль Нахайян

Должность президента Объединённых Арабских Эмиратов совмещена с титулом эмира столичного эмирата Абу-Даби. Так как сам эмират является абсолютной монархией, то власть в нём, а следовательно и во всём государстве, передаётся по наследству. До 1966 года в Абу-Даби, как и в соседней Саудовской Аравии, было принято передавать власть от старшего брата к младшему. Президент ОАЭ является верховным главнокомандующим вооружёнными силами, председателем Высшего совета обороны. Глава государства подписывает указы и постановления, подтверждённые Высшим советом, нормативные акты, принятые Советом министров. Кроме того, президент назначает членов дипломатического корпуса, высших гражданских и военных чиновников, объявляет амнистию либо подтверждает смертные приговоры.

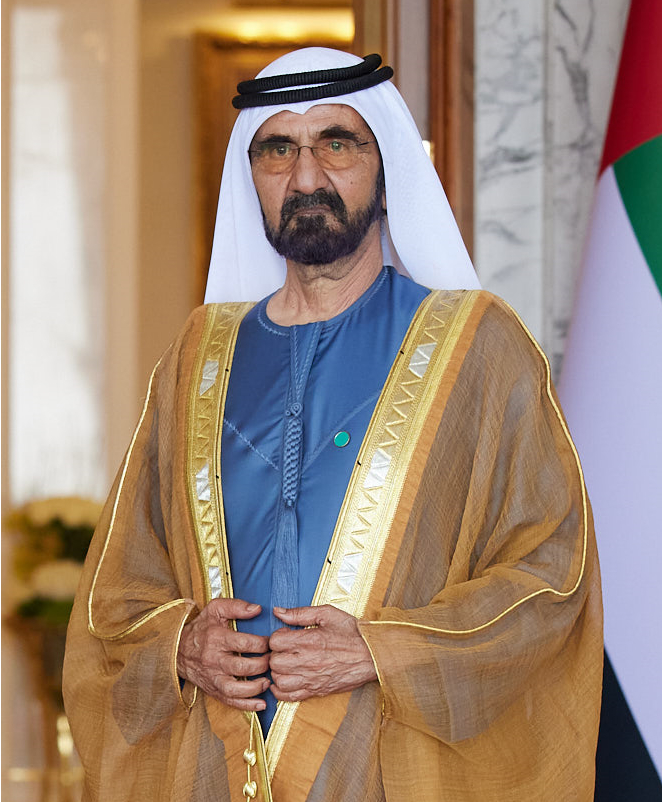
Шейх, премьер-министр ОАЭ Мохаммед ибн Рашид Аль Мактум

Существует должность вице-президента. Вице-президент назначается Высшим советом союза на пятилетний срок.
С 14 мая 2022 года должность президента ОАЭ занимает шейх Мухаммад ибн Заид Аль Нахайян. Клан Аль Нахайян правит эмиратом Абу-Даби уже более 250 лет.

### Совет министров
Исполнительная власть представлена Советом министров во главе с председателем, назначаемым на должность президентом и утверждаемым Высшим советом. К полномочиям правительства относятся разработка законопроектов и федерального бюджета, принятие постановлений и инструкций для исполнения законов и других нормативных актов, наблюдение за исполнением судебных решений, ратификация международных договоров и соглашений, назначение и увольнение федеральных чиновников, которые не требуют особого распоряжения других высших органов государства. В настоящее время Совет министров возглавляет шейх Мохаммед ибн Рашид Аль Мактум. Имеются следующие министерства и приравненные к ним по статусу учреждения:
- Министерство по делам президента
- Министерство по делам высшего совета
- Министерство по делам совета министров
- Министерство финансов и промышленности
- Министерство энергетики
- Министерство высшего образования и научных исследований
- Министерство образования
- Министерство иностранных дел
- Министерство труда и социального развития
- Министерство юстиции
- Министерство сельского хозяйства
- Министерство экономики и планирования
- Министерство информации и культуры
- Министерство внутренних дел
- Министерство связи
- Министерство здравоохранения
- Министерство обороны
- Учреждение по административному развитию
- Федеральная таможенная служба
- Федеральная служба по электричеству и водным ресурсам
- Федеральное агентство по окружающей среде
- Биржевая служба
- Федеральная служба по частной собственности
- Государственная аудиторская служба

### Федеральный национальный совет

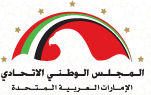
Эмблема Федерального национального совета ОАЭ

Законодательная власть представлена Федеральным национальным советом, в состав которого входят представители от каждого эмирата, число которых закреплено в конституции и определяется в зависимости от численности населения, политической и экономической ситуации в том или ином эмирате. Каждый эмират вправе устанавливать собственный метод избрания представителей в Национальный совет. В настоящее время в состав Совета входят 40 депутатов (по 8 — от Абу-Даби и Дубая, по 6 — от Рас-эль-Хайма и Шарджи и по 4 — от Фуджейры, Умм-эль-Кайвайна и Аджмана).
Национальный совет не является законодательным органом в полном смысле этого слова, поскольку не обладает законодательной инициативой. В его полномочия входит лишь обсуждать законы, которые предлагает Совет министров и вносить по своему усмотрению поправки и дополнения. Совет также вправе отклонить любой законопроект. Однако в этом случае президент всё же имеет право принять закон после утверждения Высшим советом союза. Таким образом Национальный совет, несмотря на то, что в конституции описывается как законодательный орган, по факту является лишь совещательно-консультативным.
Практика назначения всех членов ФНС правителями эмиратов, существовавшая с 1972 по 2006 год, была изменена, и в настоящее время половина членов ФНС избирается коллегией выборщиков, а остальные назначаются правителями эмиратов.

### Высший союзный суд
Судебная власть представлена Высшим союзным судом, который является верховным федеральным судом Объединённых Арабских Эмиратов. Он состоит из председателя и 4 независимых судей. Высший суд регулирует отношения между эмиратами, членами Высшего союза, федеральной и местной властью.

## Внешняя политика
ОАЭ — член ООН, Лиги арабских государств, Движения неприсоединения, Организации исламского сотрудничества и др. С момента своего образования ОАЭ официально вошли в группу неприсоединившихся стран и выступали в ней с позиции «абсолютного нейтралитета», позволявшей им сохранять «равноудалённость» от Запада и Востока. В вопросах ближневосточного урегулирования ОАЭ выступают за полный вывод израильских войск со всех оккупированных арабских территорий. Они также требуют обеспечения всех законных прав арабского народа Палестины, в том числе его права на создание собственного государства. Договор о нормализации отношений между Государством Израиль и Объединёнными Арабскими Эмиратами подписан 15 сентября 2020 года. ОАЭ стали третьей арабской страной после Египта (1979) и Иордании (1994), которая формально нормализовала отношения с еврейским государством. В отношении ирано-иракской войны ОАЭ выступали в поддержку Ирака, оказывая ему материальную и моральную помощь, и в то же время сохраняли экономические связи с Ираном. Важное значение придаётся участию в Совете сотрудничества арабских государств Персидского залива (ССАГПЗ), в котором ОАЭ видят действенный механизм обеспечения региональной стабильности и сотрудничества.
Согласно данным ежегодного рейтинга Passport Index, ранжирующего государства по принципу безвизового доступа их граждан в другие страны, по состоянию на 1 декабря 2018 года основной документ гражданина ОАЭ набрал максимальный балл и возглавил данный рейтинг. Владельцы паспорта ОАЭ могут посещать без визы 167 стран, что составляет 84 % от числа государств, участвующих в индексе. По состоянию на 1 декабря 2016 года в рейтинге Passport Index паспорт гражданина ОАЭ занимал 27-ю позицию.
С 1 января 2024 года является участником БРИКС.

## Вооружённые силы
По данным IHS Inc, Эмираты являются четвёртым импортёром оружия на планете.

## Валюта
В течение более чем ста лет денежной единицей арабских княжеств была индийская рупия. В 1959 году Резервный банк Индии выпустил для них специальную денежную единицу — рупию Персидского залива, которая заменила индийскую рупию. Рупия Персидского залива была приравнена к индийской рупии. После девальвации в июне 1966 года индийской рупии и последовавшего за ней обесценения рупии Персидского залива на 36,5 % княжества отказались от этой валюты. Однако в выборе новой денежной единицы они не пришли к единогласию: в июне 1966 года княжество Абу-Даби ввело бахрейнский динар, остальные — риял Саудовской Аравии. В сентябре 1968 года риялы Саудовской Аравии были изъяты из обращения и заменены риялами Катара и Дубая. После образования ОАЭ в 1971 году было принято решение о введении единой денежной единицы — дирхама ОАЭ (AED, Dh), который был выпущен в обращение 18 мая 1973 года. Риялы Катара и Дубая были изъяты из обращения.
Дирхам Объединённых Арабских Эмиратов (AED, Dh) = 100 филсам.

## Экономика
Основа экономики ОАЭ — добыча и экспорт сырой нефти и газа, обеспечивающей преобладающую часть государственных доходов и почти все валютные поступления, а также торговля и реэкспорт. Добыча нефти оценивается в приблизительно 2,2 миллиона баррелей в день, бо́льшая её часть производится в эмирате Абу-Даби. Другие нефтяные производители по важности: Дубай, Шарджа и Рас-эль-Хайма.
Нефть обеспечила быстрый рост экономики ОАЭ всего за несколько десятилетий, однако и другие секторы экономики также развивались достаточно быстро, особенно внешняя торговля.

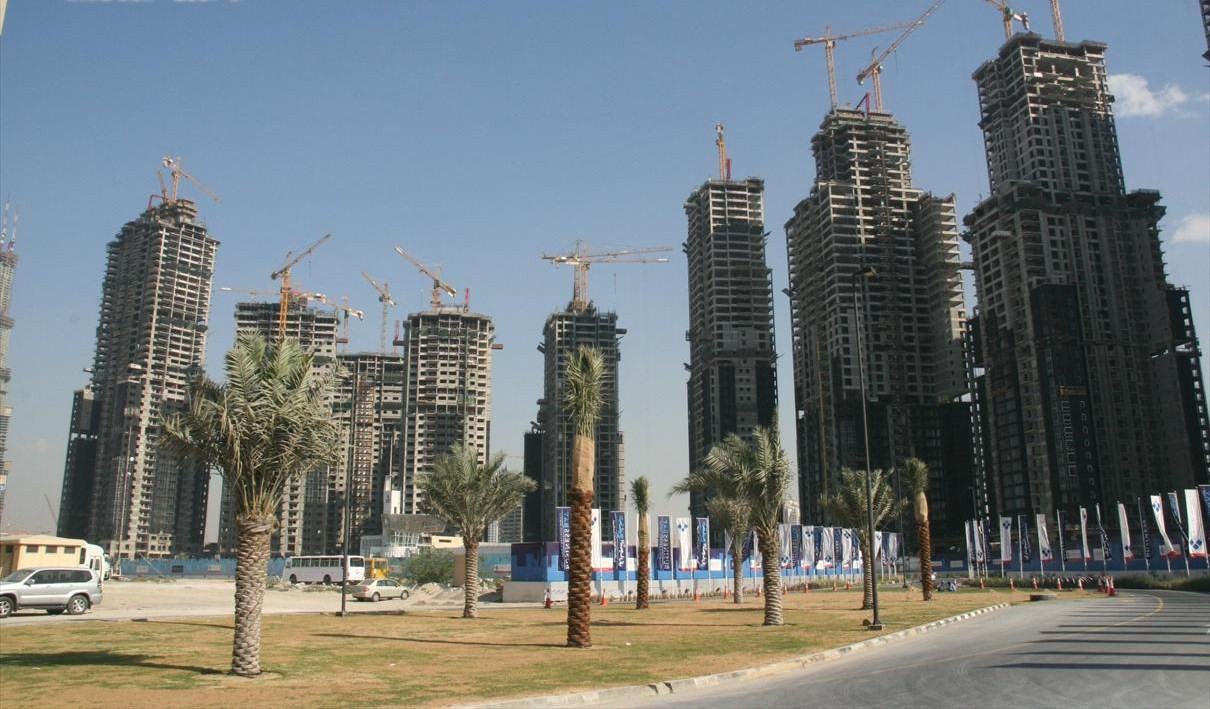
Строительство небоскрёбов в Дубае

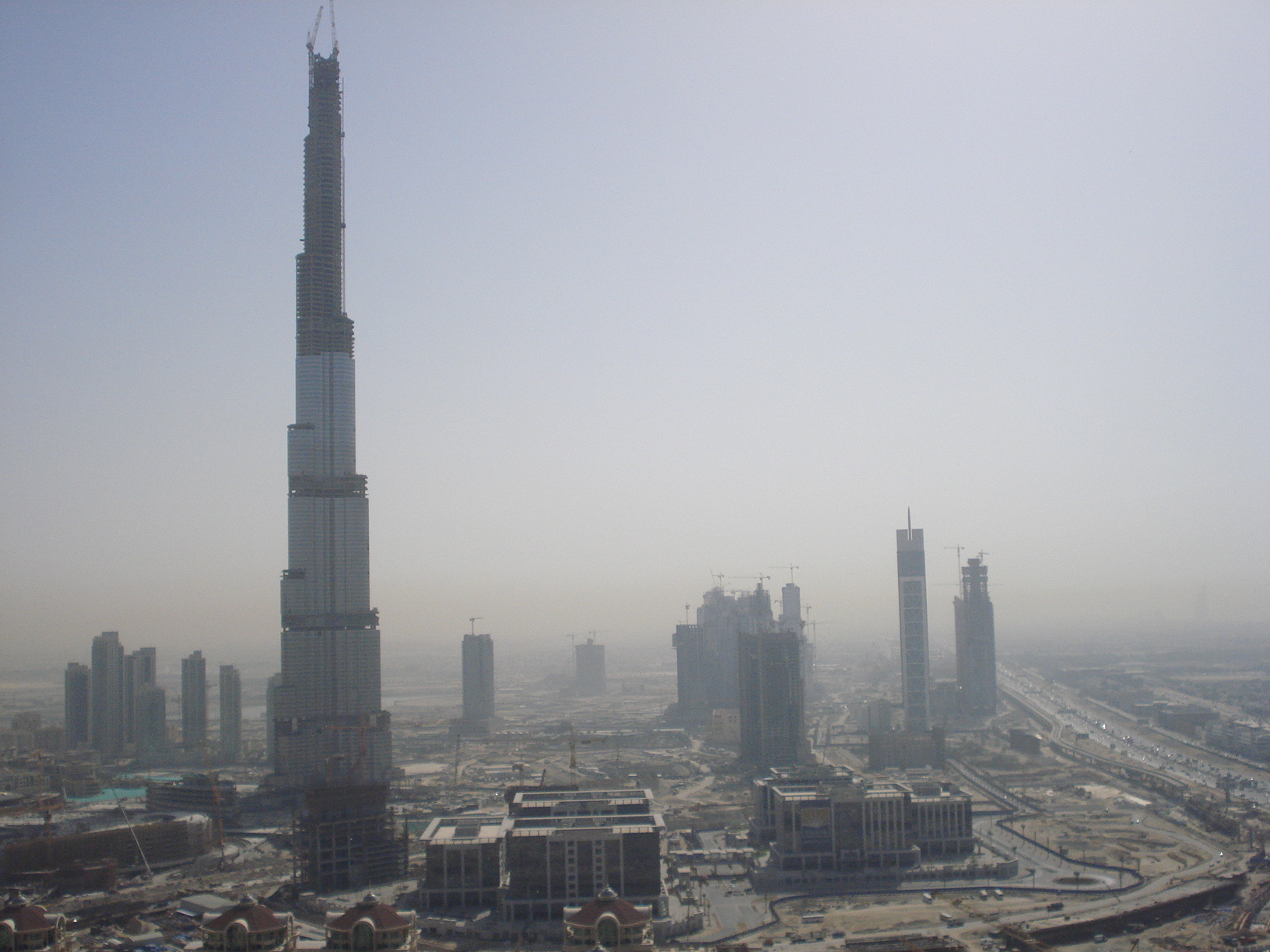
Строящийся небоскреб «Бурдж-Халифа»

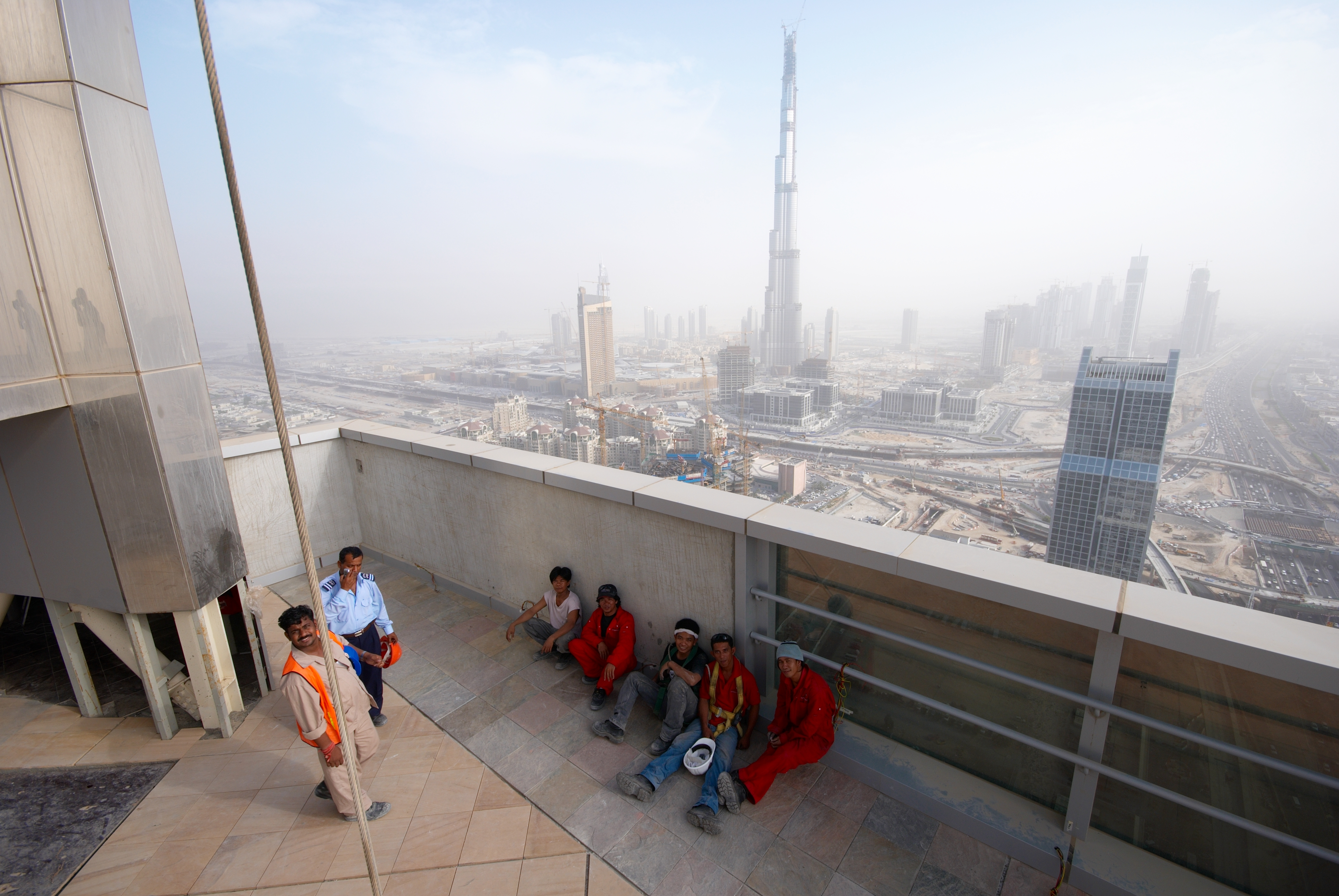
Рабочие на строительстве небоскрёба в Дубае

ОАЭ лежат на полпути между производственными экономическими путями Дальнего Востока и Европы, что способствует превращению страны в международный экономический центр; в стране хорошо развита транзитная транспортная инфраструктура. В дополнение к аэропортам и морским портам, в ОАЭ имеются развитые телекоммуникации.
Существенные инвестиции вкладываются в строительство современных зданий и заводов по опреснению воды, чтобы удовлетворить растущий спрос на пресную воду не только у населения, но и для нужд почти 100 миллионов деревьев, которые были посажены за последние 25 лет.
В последнее время доля доходов от добычи и переработки нефти в общем объёме ВВП снижается, что связано с мерами правительства по диверсификации экономики. Одновременно растёт значение других секторов экономики в структуре ВНП, в том числе строительства, торговли, туризма и сельского хозяйства. Несмотря на в значительной степени бесплодный и засушливый характер местности, для которой характерны очень низкий уровень осадков и отсутствие рек, инвестиции в сельское хозяйство помогли построить заводы по опреснению воды, делая эту отрасль экономики всё более и более самостоятельной и доходной. Некоторые местные сельскохозяйственные культуры — например, земляника — даже экспортируются в Европу.
Крупнейший партнёр по торговле — Япония, которая забирает наибольшую долю нефтяного и газового экспорта ОАЭ, и также является крупным поставщиком транспортных средств, электроники и различных изделий для потребителей.
Товарооборот между Россией и ОАЭ растет, составляя в 2000-х гг. порядка 700—800 млн долл. США.

## Транспорт
В стране хорошо развита транзитная транспортная инфраструктура — в частности, есть международные аэропорты: в Абу-Даби, Дубае, Шардже, Рас-эль-Хайме, Фуджейре и Эль-Айне; построен аэропорт Аль-Мактум. Наибольшие из них — в Абу-Даби и Дубае — пропустили через себя более 50 миллионов пассажиров в 2010 году, растут также и объёмы фрахта.
В стране действуют крупные порты. Железные дороги управляются государственной компанией Etihad Rail.
В настоящее время основным видом транспорта являются автомобили, большинство дорог здесь асфальтировано.

### Общественный транспорт
9 сентября 2009 года открыта первая линия метрополитена в Дубае..
Трамвайная система была открыта 11 ноября 2014 года в районе Дубай Марина; трамвайная линия соединена с метро в 2 станциях. Существует также Джумейра Монорельс — монорельсовый вагон, доставляющий пассажиров от трамвая к отелю «Атлантис» через остров Пальма Джумейра.
Из общественного транспорта также есть автобусное сообщение.

## Культура
ОАЭ имеют богатую культуру и наследие, отражающие традиционные арабские и исламские ценности. Окружающая среда и местность также влияли на образ жизни.
ОАЭ — мусульманская страна, чьё законодательство основано на шариате. Здесь законодательно запрещено находиться на улице в нетрезвом виде (за это можно попасть в тюрьму) или вызывающе одетым (особенно касается женщин). Но в последние годы из-за большого количества туристов рамки приличия сдвигаются в сторону европейских традиций.

### Кинематограф
С 2007 года в Абу-Даби проводится Ближневосточный международный кинофестиваль.

### Праздники
| Дата               | Русское название                                          | Местное название                                  |
| ------------------ | --------------------------------------------------------- | ------------------------------------------------- |
| 15 ноября          | Новый Год                                                 | араб. السنة الجديدة‎, '                            |
| Зуль-хиджа 10      | Ид аль-Адха                                               | араб. عيد الأضحى‎, ’Ид аль-адха                    |
| Мухаррам 1         | Мусульманский Новый год                                   | араб. رأس السنة الهجرية‎, Рас ас-Сана аль-Хиджрийя |
| Мухаррам 10        | Ашура                                                     | араб. عاشوراء‎, Ашура                              |
| Раби аль-авваль 12 | День рождения Пророка                                     | араб. مَوْلِدُ آلنَبِيِّ‎, Маулид ан-наби                  |
| 7 августа          | Восшествие на престол шейха Зайда ибн Султана ан-Нахайяна |                                                   |
| Раджаб 17          | Вознесение Мохаммеда                                      | араб. الإسراء والمعراج‎, аль-Исра ва-ль-Ми‘радж    |
| 2 декабря          | Национальный день                                         | Al-Eid Al Watani (العيد الوطني)                   |
| Шавваль 1          | Ид-аль-Фитр                                               | араб. عيد الفطر‎, Ид-аль-Фитр                      |

### Кухня
Кухня ОАЭ практически полностью заимствована у Ливана.
Наиболее распространённые блюда: аль-харрис (запечённая с зёрнами пшеницы баранина), люля-кебаб, аль-маджбус (тушёная баранина с рисом, помидорами и картофелем), шаурма, хумус(араб. حُمُّص‎ — перетёртый в пасту горох-нут с тахином (кунжутной пастой)), мутаббаль (баклажанная икра с кунжутной пастой), табуле (араб. تبولة‎; салат из булгура и пшена). Из сладостей очень популярен творожный кекс с кремом — эш-асарайа, и изделия из фиников и других сухофруктов с орехами. Известность получил также дубайский шоколад с начинкой из теста Катаифи, покрытой фисташковой пастой.
Нехватку собственных деликатесов в ОАЭ с лихвой компенсирует огромное количество иностранных ресторанов и фаст-фудов — от итальянских тратторий до японских суши-баров.

### Образование и наука

#### Образование
Среди местного населения в последние годы стало цениться образование, благодаря этому в ОАЭ созданы хорошие высшие учебные заведения мирового уровня, открылись научно-учебные центры крупнейших технически передовых компаний мира.

#### Наука

##### Космонавтика
- Организации: Космическое агентство ОАЭ (UAESA[англ.]), Космический центр Мухаммеда бин Рашида;
- АМС «Аль-Амаль» по исследованию Марса, запущенный в рамках программы Emirates Mars Mission (араб. مشروع الإمارات لإستكشاف المريخ‎). Запуск осуществлён 19 июля 2020 г. из космического центра Танегасима (Япония) при помощи ракеты-носителя H-IIA и 9 февраля 2021 года АМС вышла на орбиту Марса. Это первый марсианский[уточнить] спутник Объединённых Арабских Эмиратов и арабского мира в целом. Аппарат был создан в рамках сотрудничества Космического центра Мухаммеда ибн Рашида и американской Лаборатории атмосферной и космической физики в Университете Колорадо.
- Программа Hakuto-R Mission 1[англ.]/Emirates Lunar Mission[англ.] (совместно с японской компанией ispace[англ.]) — посадочный аппарат Hakuto-R и луноход «Рашид». Запуск 11 декабря 2022 года; 25 апреля 2023 года связь с посадочным аппаратом на конечном этапе посадки в лунном кратере Атлас потеряна[23][24][25].
- Осенью 2021 года Объединённые Арабские Эмираты объявили, что планируется запустить, в сотрудничестве с Колорадским университетом, специальный зонд и достичь пояса астероидов, чтобы изучить семь из них (космический аппарат пролетит мимо шести из них, а седьмой ((269) Юстиция) изучит детально: его состав поверхности, геологию и гравитационное поле). Согласно планам — запуск программы в 2028 году, первый полет должен состояться в 2030 году; в 2030—2034 гг. он встретит шесть астероидов и в апреле 2034 встретит 269 Юстицию[26].

## СМИ и Интернет
По состоянию на 2011 год в стране действовали телекоммуникационные центры «Медиа-Сити» и «Интернет-Сити», а также новая информационная зона в Абу-Даби, призванная привлечь арабских специалистов в области кино, радио и телевидения и поддержать происходящих из арабских стран создателей информационных ресурсов и материалов.
В ОАЭ действует законодательство, регулирующее работу интернета в стране. В 2007 году был введён федеральный закон, согласно которому к наказуемым действиям относятся:

хакерство; оскорбление святынь и религиозных обрядов; борьба против ислама; попрание семейных ценностей и основ; создание сайта для группы лиц, продвигающей программы, которые посягают на публичный порядок и благопристойность; создание сайта или предание гласности информации по заказу террористической группы под вымышленными именами в целях упрощения взаимодействия с их руководством либо пропаганды собственной идеологии и финансирования своей деятельности, либо обнародования сведений о том, как делать бомбы и другие взрывчатые вещества для терактов.
— Интернет в арабском мире // Восточная аналитика. — 2011. — № 2. — С. 194.